# Aphytis landii
Aphytis landii is een vliesvleugelig insect uit de familie Aphelinidae. De wetenschappelijke naam is voor het eerst geldig gepubliceerd in 1986 door Rosen & DeBach.